# J’imagine
«J’imagine» — песня, с которой Валентина из Франции победила на «Детском Евровидении» 2020 года.

## Авторы и сюжет
Музыку и текст написали Ижит и Барбара Прави. (Они же были авторами песни «Bim bam toi», с которой Карла представляла Францию на «Детском Евровидении» 2019 года и заняла 5-е место.)
В песне нашла отражение ситуация, сложившаяся сейчас в мире в связи с эпидемией коронавируса и предпринимающимися для борьбы с ней мерами по социальному дистанцированию, — люди оказались изолированными и разлучёнными:

Упс! Мне приснилось, что я и множество других людей,

Что мы вышли на улицы наших городов обновить краску на стенах

И оставить отпечатки своих ладоней

Не только на сенсорных экранах [мобильных телефонов].
Oups! J'ai rêvé qu'on était plein

À repeindre les murs de nos villes

Et laisser l'empreinte de nos mains

Pas que sur nos écrans tactiles.

По словам Александры Редд-Амьель (директора France Télévisions по развлекательным и эстрадным передачам и главы французской делегации на «Детском Евровидении — 2020»), это «очень позитивная песня, которая позволит нам представить себя в прекрасном завтра, полном жизни и радости». Валентина поет:

Все начинается с воображения.

Где-то в уголке твоей головы

Зарождается мечта, которая внезапно обретает форму,

Мечта, которую уже ничто не остановит.
Tout commence par un j’imagine

Dans un coin de la tête.

Un rêve qui soudain se dessine

Que plus rien n’arrête.

## Видеоклип
Клип снимался в Орлеане.

## Отбор песни  на «Детское Евровидение — 2020»
9 октября 2020 года телекомпания France Télévisions объявляет, что в качестве представителя Франции на «Детском Евровидении» 29 ноября была выбрана Валентина с песней, озаглавленной «J’imagine».
Как рассказывала Александра Редд-Амьель (директор France Télévisions по развлекательным и эстрадным передачам), Валентину и её песню отобрали среди порядка 20 кандидатов: «Нам поступило порядка 20 предложений — как отдельно песни, так и песни в тандеме с исполнителем. Но появилась Валентина со своими сверкающими глазками и оптимистическим посланием. И мы были покорены, выбор стал очевиден.»
16 октября песня выходит в форме сингла. В тот же день на «Ютюбе» представлен клип.

## Победа на «Детском Евровидении»
29 ноября 2020 года Валентина побеждает на «Детском Евровидении». Она набрала 200 баллов, обойдя занявшие 2-е и 3-е места Казахстан (152 балла) и Испанию (133 балла). Это первая победа Франции на этом конкурсе.